# Vardan I. Partski
Vardan I. Partski je bio vladarom Partskog Carstva. Vladao je od 40. do 45. Bio je sin Artabana II. Kad mu je otac umro oko 38. te naslijedio prijestolje, njegov brat Gotarz II. digao je bunu.
Prema njegovim kovanicama razvidno je da je u potpunosti držao prijestolje od 40. do 45. godine. 43. je godine prisilio grad Seleukiju predati se Partima nakon što su ga pobunjeničke pristaše držale sedam godina. Ktezifont, rezidencija kraljeva na lijevoj obali Tigrisa, koji se nalazio na obali Tigrisa nasuprot Ktezifontu, okoristio se ovim ratom. Rimski povjesničar Amijan Marcelin ga stoga smatra osnivačem Ktezifonta. Vardan se također spremao za ratovati protiv Rimskog Carstva, radi ponovnog preuzimanja vlasti u Armeniji, no naposljetku se je odlučio da se ne suočava s Rimljanima.
Uskoro nakon što je Gotarz postao omraženim zbog njegove okrutnosti, Vardan je ponovo preuzeo prijestolje. Gotarz je tad pobjegao u Hirkaniju te okupio vojsku koju su mu činili pripadnici nomadskog plemena Daha. Rat između dvaju kraljeva konačno je završio sporazumom, jer su se oboje bojali urota njihovih plemenitaša. Gotarz se tako vratio u Hirkaniju. No, kad je Vardan ubijen oko 47. godine, Gotarza se je prihvaćalo za vladara po cijelom carstvu.